# Fjädervikt i grekisk-romersk stil i brottning vid olympiska sommarspelen 1976
Herrarnas brottningsturnering i grekisk-romersk stil i viktklassen fjädervikt vid olympiska sommarspelen 1976 avgjordes i Maurice Richard Arena i Montréal. 

## Medaljörer
| Klass      | Guld                     | Silver                          | Brons                 |
| Fjädervikt | Kazimierz Lipień · Polen | Nelson Davidjan · Sovjetunionen | László Réczi · Ungern |

## Resultat
Legend
- TF — Vinst genom fall
- IN — Vinst genom att motståndaren skadas
- DQ — Vinst genom passivitet
- D1 — Vinst genom passivitet, vinnaren är också passiv
- D2 — Båda brottarna förlorade på grund av passivitet
- FF — Vinst genom förverkande
- DNA — Anlände inte
- TPP — Totala straffpoäng
- MPP — Matchstraffpoäng

Straff
- 0 — Vinst genom fall, teknisk överlägsenhet, passivitet, skada och förverkande
- 0.5 — Vinst på poäng, 8-11 poängs skillnad
- 1 — Vinst på poäng, 1-7 poängs skillnad
- 2 — Vinst på passivitet,  vinnaren är också passiv
- 3 — Förlust på poäng, 1-7 poängs skillnad
- 3.5 — Förlust på poäng, 8-11 poängs skillnad
- 4 — Förlust genom fall, teknisk överlägsenhet, passivitet, skada och förverkande

### Elimineringsrunda

#### Omgång 1
| TPP | MPP |                            | Poäng     |                          | MPP | TPP |
| --- | --- | -------------------------- | --------- | ------------------------ | --- | --- |
| 0   | 0   | Pekka Hjelt (FIN)          | TF / 4:55 | Gary Alexander (USA)     | 4   | 4   |
| 0   | 0   | László Réczi (HUN)         | TF / 5:46 | Gholamreza Ghassab (IRI) | 4   | 4   |
| 4   | 4   | Domenico Giuffrida (ITA)   | 5 - 19    | Teruhiko Miyahara (JPN)  | 0   | 0   |
| 4   | 4   | Howard Stupp (CAN)         | 0 - 37    | Kazimierz Lipień (POL)   | 0   | 0   |
| 4   | 4   | Joaquim Jesus Vieira (POR) | TF / 4:40 | Stoyan Lazarov (BUL)     | 0   | 0   |
| 3.5 | 3.5 | Mehmet Uysal (TUR)         | 3 - 14    | Stelios Mygiakis (GRE)   | 0.5 | 0.5 |
| 0   | 0   | Nelson Davidjan (URS)      | TF / 8:49 | Lionel Lacaze (FRA)      | 4   | 4   |
| 4   | 4   | Lars Malmkvist (SWE)       | TF / 5:40 | Ion Păun (ROU)           | 0   | 0   |
| 0   |     | Choi Kyung-Soo (KOR)       |           | Bye                      |     |     |

#### Omgång 2
| TPP | MPP |                          | Poäng     |                            | MPP | TPP |
| --- | --- | ------------------------ | --------- | -------------------------- | --- | --- |
| 4   | 4   | Choi Kyung-Soo (KOR)     | TF / 1:58 | Pekka Hjelt (FIN)          | 0   | 0   |
| 8   | 4   | Gary Alexander (USA)     | DQ / 5:48 | László Réczi (HUN)         | 0   | 0   |
| 4   | 0   | Gholamreza Ghassab (IRI) | 27 - 14   | Domenico Giuffrida (ITA)   | 4   | 8   |
| 0   | 0   | Teruhiko Miyahara (JPN)  | 30 - 4    | Howard Stupp (CAN)         | 4   | 8   |
| 0   | 0   | Kazimierz Lipień (POL)   | TF / 1:59 | Joaquim Jesus Vieira (POR) | 4   | 8   |
| 3   | 3   | Stoyan Lazarov (BUL)     | 5 - 10    | Mehmet Uysal (TUR)         | 1   | 4.5 |
| 4.5 | 4   | Stelios Mygiakis (GRE)   | 2 - 15    | Nelson Davidjan (URS)      | 0   | 0   |
| 7.5 | 3.5 | Lionel Lacaze (FRA)      | 2 - 13    | Lars Malmkvist (SWE)       | 0.5 | 4.5 |
| 0   |     | Ion Păun (ROU)           |           | Bye                        |     |     |

#### Omgång 3
| TPP | MPP |                          | Poäng     |                         | MPP | TPP |
| --- | --- | ------------------------ | --------- | ----------------------- | --- | --- |
| 0   | 0   | Ion Păun (ROU)           | TF / 5:53 | Choi Kyung-Soo (KOR)    | 4   | 8   |
| 4   | 4   | Pekka Hjelt (FIN)        | DQ / 8:50 | László Réczi (HUN)      | 0   | 0   |
| 8   | 4   | Gholamreza Ghassab (IRI) | TF / 4:15 | Teruhiko Miyahara (JPN) | 0   | 0   |
| 0   | 0   | Kazimierz Lipień (POL)   | 16 - 0    | Stoyan Lazarov (BUL)    | 4   | 7   |
| 8.5 | 4   | Mehmet Uysal (TUR)       | TF / 2:36 | Nelson Davidjan (URS)   | 0   | 0   |
| 4.5 | 0   | Stelios Mygiakis (GRE)   | DQ / 5:08 | Lars Malmkvist (SWE)    | 4   | 8.5 |

#### Omgång 4
| TPP | MPP |                        | Poäng     |                         | MPP | TPP |
| --- | --- | ---------------------- | --------- | ----------------------- | --- | --- |
| 1   | 1   | Ion Păun (ROU)         | 11 - 4    | Pekka Hjelt (FIN)       | 3   | 7   |
| 1   | 1   | László Réczi (HUN)     | 8 - 6     | Teruhiko Miyahara (JPN) | 3   | 3   |
| 0   | 0   | Kazimierz Lipień (POL) | DQ / 8:55 | Stelios Mygiakis (GRE)  | 4   | 8.5 |
| 0   |     | Nelson Davidjan (URS)  |           | Bye                     |     |     |

#### Omgång 5
| TPP | MPP |                        | Poäng |                         | MPP | TPP |
| --- | --- | ---------------------- | ----- | ----------------------- | --- | --- |
| 3   | 3   | Nelson Davidjan (URS)  | 2 - 4 | László Réczi (HUN)      | 1   | 2   |
| 4   | 3   | Ion Păun (ROU)         | 2 - 6 | Teruhiko Miyahara (JPN) | 1   | 4   |
| 0   |     | Kazimierz Lipień (POL) |       | Bye                     |     |     |

#### Omgång 6
| TPP | MPP |                         | Poäng     |                       | MPP | TPP |
| --- | --- | ----------------------- | --------- | --------------------- | --- | --- |
| 3   | 3   | Kazimierz Lipień (POL)  | 6 - 10    | Nelson Davidjan (URS) | 1   | 4   |
| 8   | 4   | Ion Păun (ROU)          | IN / 1:25 | László Réczi (HUN)    | 0   | 2   |
| 0   |     | Teruhiko Miyahara (JPN) |           | Bye                   |     |     |

#### Omgång 7
| TPP | MPP |                         | Poäng  |                       | MPP | TPP |
| --- | --- | ----------------------- | ------ | --------------------- | --- | --- |
| 8   | 4   | Teruhiko Miyahara (JPN) | 4 - 20 | Nelson Davidjan (URS) | 0   | 4   |
| 3.5 | 0.5 | Kazimierz Lipień (POL)  | 13 - 4 | László Réczi (HUN)    | 3.5 | 5.5 |

#### Sista omgångarna
| TPP | MPP |                        | Poäng  |                       | MPP | TPP |
| --- | --- | ---------------------- | ------ | --------------------- | --- | --- |
|     | 3   | Nelson Davidjan (URS)  | 2 - 4  | László Réczi (HUN)    | 1   |     |
|     | 3   | Kazimierz Lipień (POL) | 6 - 10 | Nelson Davidjan (URS) | 1   | 4   |
| 3.5 | 0.5 | Kazimierz Lipień (POL) | 13 - 4 | László Réczi (HUN)    | 3.5 | 4.5 |